# Ben Marshall (Fußballspieler)
Ben Marshall (* 29. März 1991 in Salford) ist ein englischer Fußballspieler.

## Karriere
Der Stürmer unterzeichnete am 8. Juli 2009 einen Profivertrag beim Lokalrivalen von Crewe Alexandra, bei dem er sämtliche Jugendmannschaften durchlaufen hatte. Da Marshall bei Crewe keinen Profivertrag besaß, gab es um die Ablösesumme für Marshall sowie den gleichzeitig gewechselten Matt Lund einen Konflikt zwischen beiden Klubs. Ein Schiedsgericht bestimmte im Mai 2010, dass Stoke für Marshall 30.000 GBP an Crewe zu zahlen habe.
Nach einer guten Vorbereitung wurde am 7. August 2009 bekannt, dass Marshall für erstmals drei Monate an Northampton Town verliehen werden soll, um so erste Erfahrungen zu sammeln. Danach spielte er ebenfalls leihweise für Cheltenham Town und Carlisle United, war jedoch in der Vorbereitung auf die Saison 2010/11 wieder Bestandteil des Stoke-Kaders.
Am 31. Januar 2012 wechselte Marshall zum englischen Zweitligisten Leicester City und unterschrieb dort einen Vertrag über dreieinhalb Jahre.